# Castello di Loevestein
Il castello di Loevestein è un castello olandese situato nell'ovest del Bommelerwaard, nel comune di Zaltbommel, in Gheldria.
Costruito dal cavaliere Dirc Loef van Horne (da cui "Loef's stein" (pietra, quindi casa di Loef) tra 1357 e 1397, era inizialmente un semplice edificio quadrato in mattoni, usato per la riscossione del pedaggio alle imbarcazioni che percorrevano i fiumi vicini. Nel XVI secolo, fu allargato costruendo una vasta fortezza circondata da terrapieni. Nel 1619 il castello divenne una prigione per prigionieri politici, ospitando tra gli altri Hugo de Groot (Ugo Grozio), che riuscì a fuggire, e il viceammiraglio inglese George Ayscue.